# صمام بوابة

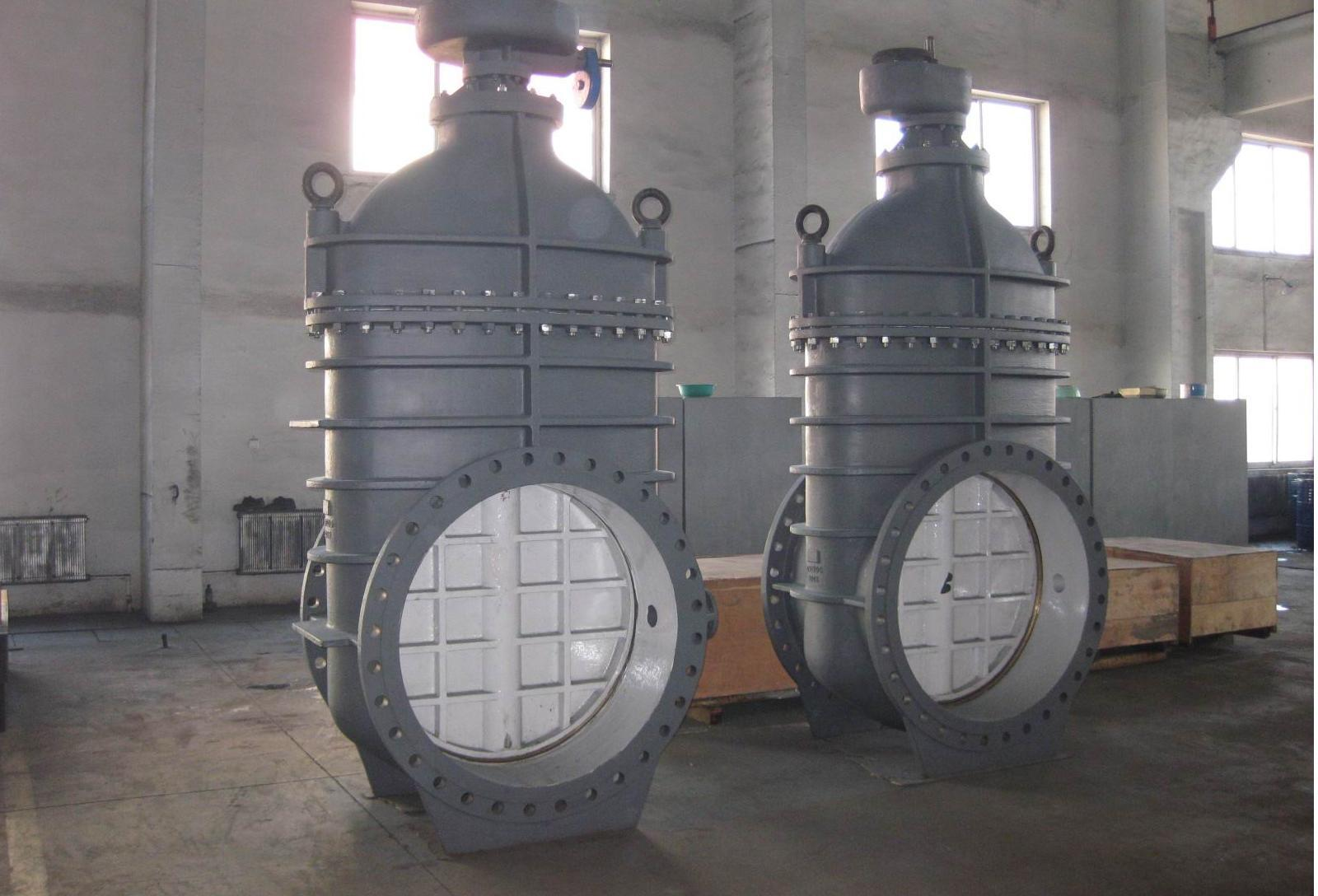

صمام البوابة هو صمام يفتح برفع بوابة (إسفين) مستديرة أو مستطيلة عن طريق السوائل. والسمة المميزة للصمام البوابي هي أن السطح المحكم بين البوابة والقاعدة مسطح.
يمكن لأوجه البوابة أن تأخذ شكل الوتد أو أن تكون متوازية. ينبغي ألا تستخدم الصمامات البوابية النموذجية أبدا في تنظيم التدفق، إلا إذا كانت مصممة خصيصا لهذا الغرض. عند فتح صمام البوابة يتسع مسار التدفق بطريقة عالية غير محددة مع الأخذ في الاعتبار نسبة الفتح. وهذا يعني أن معدل التدفق لا يتغير بالتساوي مع مدي حركة الحاجز. أيضا، البوابة المفتوحة جزئياً تميل إلي الاهتزاز بفعل تدفق السائل. يحدث أكثر تغير في التدفق بالقرب من القاطع مع السرعة العالية نسبيا للتدفق مسببة إنهاك القرص والقاعدة والتسريب في نهاية المطاف إذا ما استخدمت في تنظيم التدفق. صممت الصمامات البوابية النموذجية لتكون إما مفتوحة بالكامل أو مغلقة بالكامل. عندما فتحه بالكامل، لا يواجه الصمام البوابي النموذجي أي إعاقة في مسار تدفق المياه، مما ينتج عنه أقل نقص في الاحتكاك 
توصف صمامات البوابة بأن لها أو ليس لهاحاجز رفع. توفر حواجز الرفع مؤشر بصري لوضع الحاجز. تستخدم الحواجز غير المروفوعة في الأماكن التي محدودة المسافات العمودية أو تحت تحت الأرض.
توفير الاغطيه اغلاق مانع للتسرب لجسم الصمام. قد يكون لبوابات الصمامات قلاووظ أو وصيلة، أو غطاء منزلق. الغطاء القلاووظ هو الأبسط، فيتوفر به المتانة، وسداد محكم الغلق. الغطاء المتصل يناسب للإٍستخدامات التي تتطلب فحص تنظيف متكرر.كما أنه يعطي الجسم قوة إضافية. الغطاء المنسحب يستخدم لصمامات أكبر واستخدامات الضغط العالي.
نوع آخر من تصميمات الأغطية في صمامات البوابة هو غطاء سدادة الضغط. يعتمد هذا التصميم في الصمامات لخدمة الضغط العالي، وعادة ما يزيد على 15 ميجا باسكال (2250 رطل / بوصة مربعة). الميزة الفريدة في غطاء سدادة الضغط هي أن الجسم—مفاصل إحكام الغطاء تتحسن عندما يزيد الضغط الداخلي علي الصمام، بالمقارنة مع غيرها من التصميمات حيث يميل زيادة الضغط الداخلي إلى خلق ثقوب في مفصل غطاء الجسم.
وعادة تكون لصمامات البوابية حواف انتهاء مثقوبة بما يتوافق مع حافة خط انابيب وفقا لأبعاد قياسية. تصنع الصمامات البوابة النموذجية من الحديد الزهر والحديد اللدن والكربون الصلب، ومعادن البنادق، والفولاذ المقاوم للصدأ، وسبائك الفولاذ، والفولاذ المطروق.